# Tangut

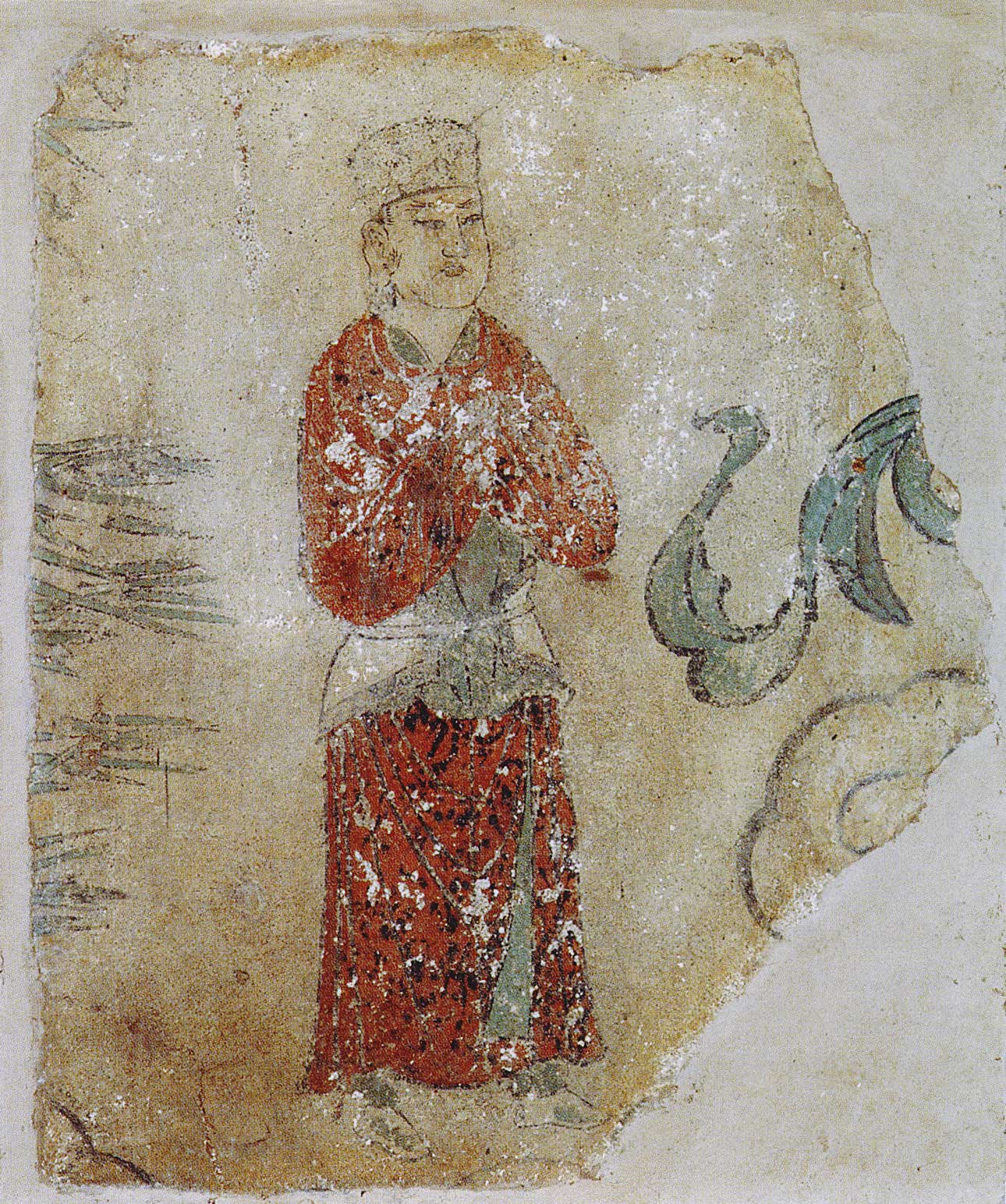
Tangut rezando

Los tangut fueron una etnia histórica que vivieron en el sur de la Mongolia Interior en el punto final de la Ruta de la Seda, pero tuvieron sus orígenes en las estepas y montañas del sudeste de Qinghai y el noroeste de Sichuan, De acuerdo con Daniel C. Waugh, el hogar original de los tangut estaba en los altiplanos del oeste de Sichuan.
Se dedicaron a la agricultura de regadío y al pastoreo, haciendo las veces de intermediarios en el comercio entre Asia Central y China. Adoptaron el budismo como religión del estado, crearon su propio sistema de escritura y en 1038 proclamaron su Imperio de Xia Occidental (Imperio tangut), el cual existió como unidad política durante unos 200 años.